# Hanuš Svoboda
Hanuš (Jan) Svoboda, pseudonym John A. Dobow, (15. června 1876 Příbram – 16. prosince 1964 Praha) byl český hudební skladatel a pedagog.

## Život
Absolvoval učitelský ústav v Příbrami. V hudbě se pak pokračoval soukromě. Jeho učiteli byli mimo jiné Josef Förster ml. a Karel Stecker. Vykonal státní zkoušky ze zpěvu a hry na housle, klavír a varhany. V letech 1896–1910 vyučoval na středních školách a učitelském ústavu v Příbrami. Poté strávil 9 let jako profesor učitelského ústavu v Soběslavi. V letech 1919–1925 působil na učitelském ústavu v Bratislavě. Zde byl rovněž jmenován docentem Hudební akademie. Od roku 1926 žil trvale v Praze. Učil na středních školách, byl ředitelem kůru a varhaníkem v několika pražských chrámech a působil i jako sbormistr.
Jeho syn, Jaroslav Svoboda (* 26. dubna 1908 v Příbrami), se stal rovněž hudebníkem. Vystudoval na Pražské konzervatoři hru na housle a působil jako učitel Městské hudební školy v Mladé Boleslavi, byl violistou Symfonického orchestru Československého rozhlasu, houslistou České filharmonie a byl i členem Peškova (později Československého) kvarteta. Je autorem několika drobnějších skladeb.

## Dílo (výběr)
Podle svého vlastního vyjádření zkomponoval na 900 skladeb. Jeho záběr byl velice široký. Psal skladby komorní, chrámovou hudbu, písně, úpravy lidových písní, ale i anglické songy (pod pseudonymem John A. Dobow) a skladby pro dechovku.

### Opera
- Horymír

### Komorní skladby
- 27 klavírních sonát
- 8 sonát pro housle a violu
- 13 sonát pro housle a klavír
- 8 sonát pro violu a klavír
- 13 sonát pro violoncello a klavír
- 15 smyčcových trií
- 21 duet pro různé kombinace nástrojů
- 26 smyčcových kvartetů
- 5 klavírních trií
- kvintety, sextety a další nástrojové kombinace

### Chrámové skladby
- 17 mší
- 27 Ave Maria

Několik requiem, litanií a dalších drobnějších duchovních skladeb.

### Pedagogické práce
- Škola zpěvu na základě intervalů
- Škola zpěvu dvouhlasého